# Малко село, голям ад
„Малко село, голям ад“ (на испански: Pueblo chico, infierno grande) е мексиканска теленовела от 1997 г., създадена от Хавиер Руан, режисирана от Бенхамин Кан и продуцирана от Хосе Алберто Кастро за Телевиса.
В главните роли са Вероника Кастро, Гилермо Капетийо и Хуан Солер, а в отрицателната – Алма Делфина.

## Сюжет
В края на 19 век, жителите на село Науатсен, щата Мичоакан, честват празника на своя покровител, Св. Луис. Леонарда, малката дъщеря на уважавания дон Присилиано Руан, разкрива чувствата си към Ермило Хаймес, бедно момче, работещо в хранителен магазин. Но същия следобед, старият дон Росендо Екига, най-богатият мъж в селото, хвърля поглед върху момичето.
Дон Присилиано не одобрява любовта между Леонарда и Елмило и дава ръката на дъщеря си на Росендо. Същия следобед, момиче на име Магдалена Белтран се прехласва по млад мъж, с прякор Батан. Майка ѝ, Инмакулада, е изненадана, че дъщеря ѝ харесва този мъж.
Леонарда е принудена да се омъжи за Росендо. Ермилио напуска града, като се заклева, че един ден ще бъде богат и ще се върне за нея. В същото време, Магдалена вижда майка си в леглото на Батан. Съкрушено, момичето започва да се скита по улиците и попада в бардака на жена, използваща прякора Тапанка.
След като се жени за Леонарда, няколко месеца по-късно, Росендо умира. На 16-годишна възраст Леонарда е вдовица и най-богатата жена в Науатсен, но си дава обещание да чака Ермило. Изминават 20 години. Леонарда се връща в селото след дълго пътуване в Европа. Докато се разхожда из имотите си, тя среща един красив млад мъж на име Хенаро.
Хенаро и Леонардо изпитват силно привличане, и Леонарда му предлага да работи в нейната ферма. В цялото село жените са очаровани от невероятната прилика на Хенаро със Св. Луис. Едни от тях са Индалесия, прислужница на Леонарда, и Браулия, богато момиче от региона. Но Хенаро има очи само за Леонарда, двамата, в крайна сметка, признават чувствата си.
Цялото село е шокирано от връзката им, защото Хенаро, който е с 20 години по-млад от Леонарда, може да ѝ бъде син. Междувременно, Магдалена сега се нарича Белтранеха и ръководи бардака. Една вечер, когато Хенаро и Леонарда спорят, той посещава бардака на Белтранеха и пиян я моли да се омъжи за него, това предизвиква мания в жената.
Злият кмет на Науатсен, Консехо Сератос, обича Леонарда и ненавижда Хенаро. Ситуацията става още по-сложна, когато в селото се завръща Ермило, превърнал се в богат мъж. Въпреки това, Леонарда с неохота признава на Ермилио за чувствата си към Хенаро, но той решава да чака. Хенаро предлага брак на Леонарда, но тя отказва да се омъжи за него, тъй като е стерилна и не може да роди.
Ревност и омраза изпълват душата на Белтранеха, когато разбира за връзката между Хенаро и Леонарда. Леонарда трябва да издържи на подигравките на хората и да се бори за любовта си към Хенаро. Към любовната история на Хенаро и Леонарда, се добавят и историите на някои от жителите на това малко село, голям ад – на сестрите, останали стари моми, Порфирия и Рутила Кумбиос; на учителката Хилдадра и нейната майка, доня Иполита; на отец Арсео; на лечителката, Мартина; и тази на влюбените братовчеди, племенници на Леонарда, Присила и Балдо.

## Актьори
Част от актьорския състав:
Първа част
- Енрике Роча – Дон Присилиано Руан
- Хорхе Русек – Дон Росендо Екига
- Арасели Арамбула – Леонарда Руан
- Куно Бекер – Ермило Хаймес
- Еванхелина Соса – Магдалена Белтран „Белтранеха“
- Хосе Мария Яспик – Себастиан Палео „Батан“
- Марта Аура – Мерседес
- Лурдес Мунгия – Алтаграсия
- Сокоро Бония – Инмакулада де Белтран
- Марио Иван Мартинес – Стефано
- Адриана Фонсека – Ховита Руан

Втора част
- Вероника Кастро – Леонарда Руан вдовица де Екига
- Хуан Солер – Хенаро Ончи
- Гилермо Капитийо – Ермило Хаймес
- Алма Делфина – Магдалена Белтран „Белтранеха“
- Салвадор Санчес – Консехо Сератос
- Моника Санчес – Индалесия Навас
- Кариме Лосано – Браулия Фелиситас Мария де ла Салуд Серна
- Алисия Монтоя – Доня Иполита де Савала
- Хосе Карлос Руис – Аркадио Самора
- Патрисия Рейес Спиндола – Мартина
- Луис Химено – Отец Арсео
- Лилия Арагон – Тапанка
- Роса Мария Бианки – Порфирия Кумбиос
- Ана Берта Еспин – Рутилия Кумбиос
- Херман Гутиерес – Балдомедо „Балдо“ Ирепан Руан
- Марисол дел Олмо – Леокадия

## Премиера
Премиерата на Малко село, голям ад е на 6 януари 1997 г. по Canal de las Estrellas. Последният 150. епизод е излъчен на 1 август 1997 г.

## Награди и номинации
Награди TVyNovelas (Мексико) 1998
| Категория                           | Номинация     | Резултат |
| ----------------------------------- | ------------- | -------- |
| Най-добра актриса в поддържаща роля | Алма Делфина  | Печели   |
| Най-добра сценография               | Артуро Флорес | Печели   |
| Най-добър декор                     | Сандра Кортес | Печели   |
| Най-добра история или адаптация     | Хавиер Руан   | Печели   |

## Любопитно
- Историята е вдъхновена от истинската история на Леонарда Руан, леля на сценариста Хавиер Руан.
- Ролята на Белтранеха е била първоначално замислена за Лусия Мендес, но тя отива да работи в TV Azteca.
- Това е последната теленовела, в която главната роля се изпълнява от Вероника Кастро.